# 走滑挤壓
走滑挤壓（英語：Transpression）是一種走滑變形之一，它與簡單的剪切變形不同之處，在於同時具有垂直於斷層走向的挤壓分量。
這種運動最終會導致斜剪切。構造變形通常不太可能是“純” 挤壓或“純”走滑變形。挤壓和走滑的相對量可以用收斂角 α 表示，範圍從零（純走滑）到 90 度（純挤壓）。遭擠壓的地殼會在地殼中產生垂直增厚。走滑挤壓在板塊邊界中由斜向聚合造成。 在局部地區，走滑挤壓是在走滑斷裂帶的約约束弯曲内造成。

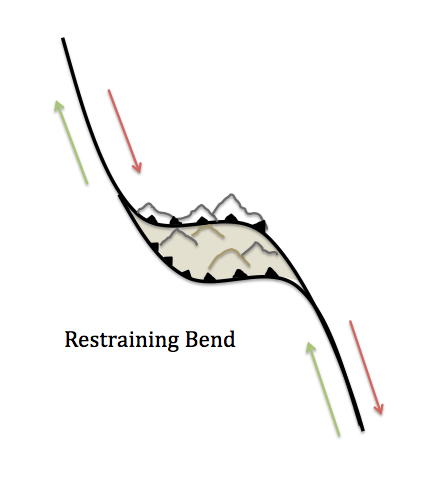
沿走滑斷層在彎曲處形成的約束彎曲

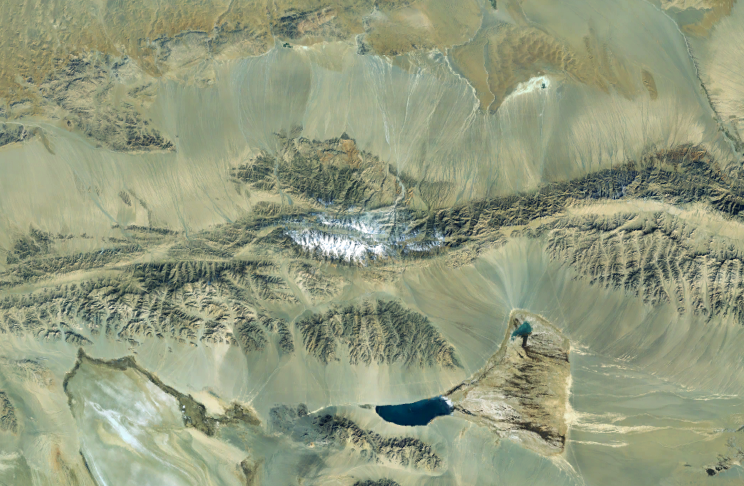
阿爾金山高 5830 米，形成於左旋阿爾金塔格斷層的一個約束彎曲

### 結構
走滑挤壓的特徵是構造組合，具有正常挤壓和區域平行剪切的構造。常見的發育特徵包括葉面紋理、線性紋理、缝合线、褶皺和逆斷層。純剪切控制的挤壓通常產生陡峭的線性紋理，而簡單的剪切控制的挤壓通常產生水平線紋。 該區域中所有結構元素的幾何形狀都是表現約束邊界位移的效果。

### 約束彎曲
当断层重叠错开并连接在一起时，就会形成断层弯曲或断层跨越。 沿走滑断层形成的构造类型取决于相对的滑动方向。 当左旋断层向右跨越或右旋断层向左跨越时，就会形成一个约束弯曲。 这些地区的特征是地形隆起、地壳缩短和结晶基底出露。 在被深度侵蚀的露头，或地下地球物理调查中，可以看见，约束弯曲通常的正花状结构。 约束弯曲道在地球表面很普遍，从露头到大规模的山脉。 据推测上，木星的冰冷的卫星歐羅巴和金星上有此种构造。